# Mörttjärnen (Älvros socken, Härjedalen, vid Målingen)
Mörttjärnen är en sjö i Härjedalens kommun i Härjedalen och ingår i Ljusnans huvudavrinningsområde. Sjön har en area på 0,0604 kvadratkilometer och ligger 365,9 meter över havet.

## Delavrinningsområde
Mörttjärnen ingår i det delavrinningsområde (687960-144013) som SMHI kallar för Mynnar i Ljusnans vattendragsyta. Medelhöjden är 394 meter över havet och ytan är 29,4 kvadratkilometer. Räknas de 7 avrinningsområdena uppströms in blir den ackumulerade arean 85,94 kvadratkilometer. Molgan som avvattnar avrinningsområdet har biflödesordning 2, vilket innebär att vattnet flödar genom totalt 2 vattendrag innan det når havet efter 223 kilometer. Avrinningsområdet består mestadels av skog (62 procent) och sankmarker (26 procent). Avrinningsområdet har 0,99 kvadratkilometer vattenytor vilket ger det en sjöprocent på 3,4 procent.